# Morion (hjelm)
Morion  er en åben hjelm også kaldet 'spansk hjelm' eller 'bådhjelm'. Den blev båret af bl.a. de spanske conquistadorer, Europas musketerer og pikenererog bliver i dag båret af Schweizergarden i Vatikanet. 
Den blev hovedsageligt brugt fra midten af det 16. og tidlige 17. århundrede.
Opdagelsesrejsende som Hernando de Soto og Coronado  brugte den til deres fodfolk i 1540'erne. 30 til 40 år senere blev den almindeligt anvendt i Spanien og udbredt i mange andre europæiske lande til tyske lejesoldater - landsknægte. De første engelske morionhjelme blev introduceret i Edward VI's regeringstid.

## Udformning
De er lavet af metal og har typisk en flad skygge og en kam fra for til bag. Kammen øverst på hjelmen er med til at styrke den og beskytte soldaten mod sværdhug.
Ordet morion er et direkte lån fra spansk.